# Dragonexpeditionen 1834

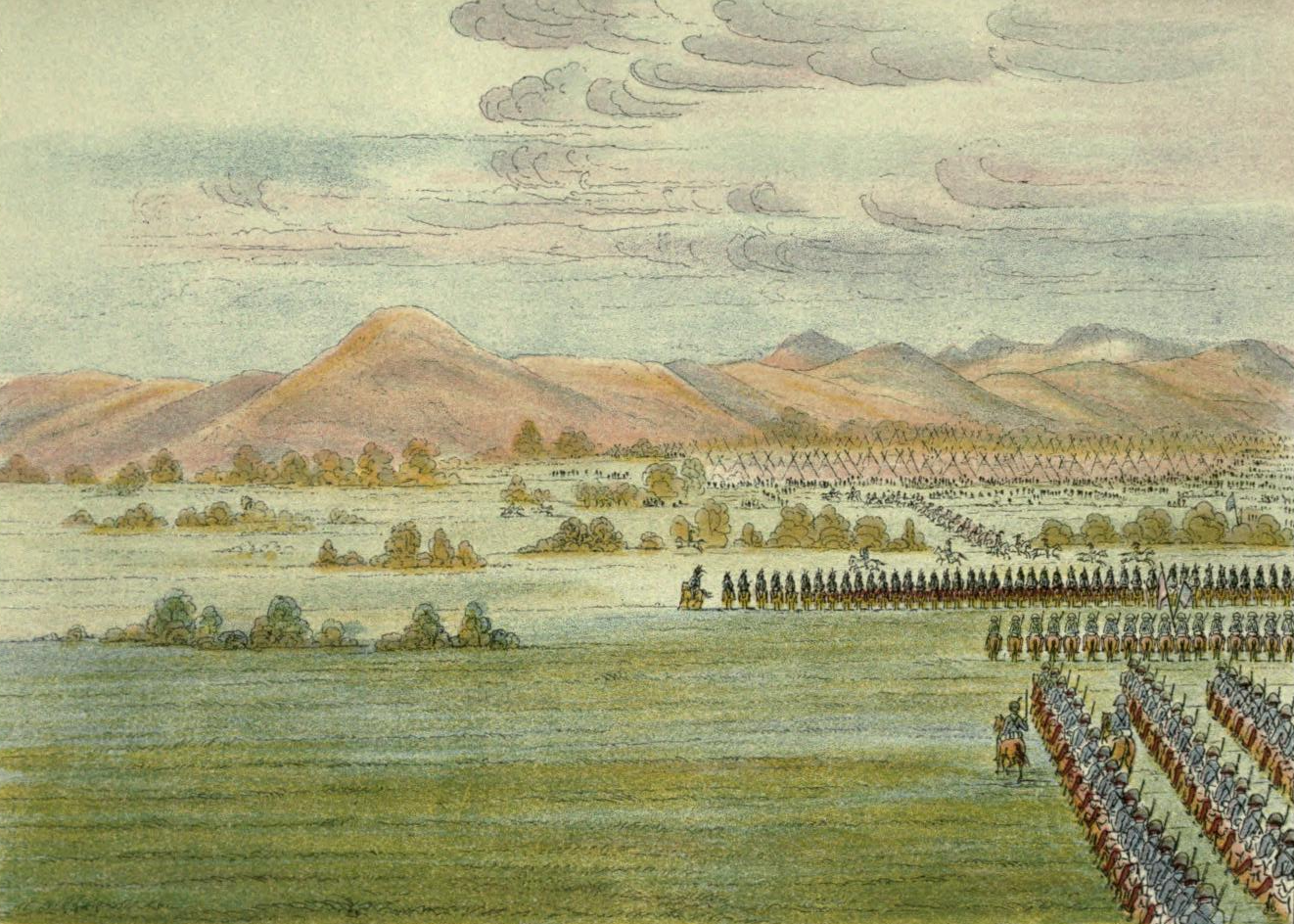
Dragonexpeditionen anländer till ett comancheläger. Akvarell av George Catlin.

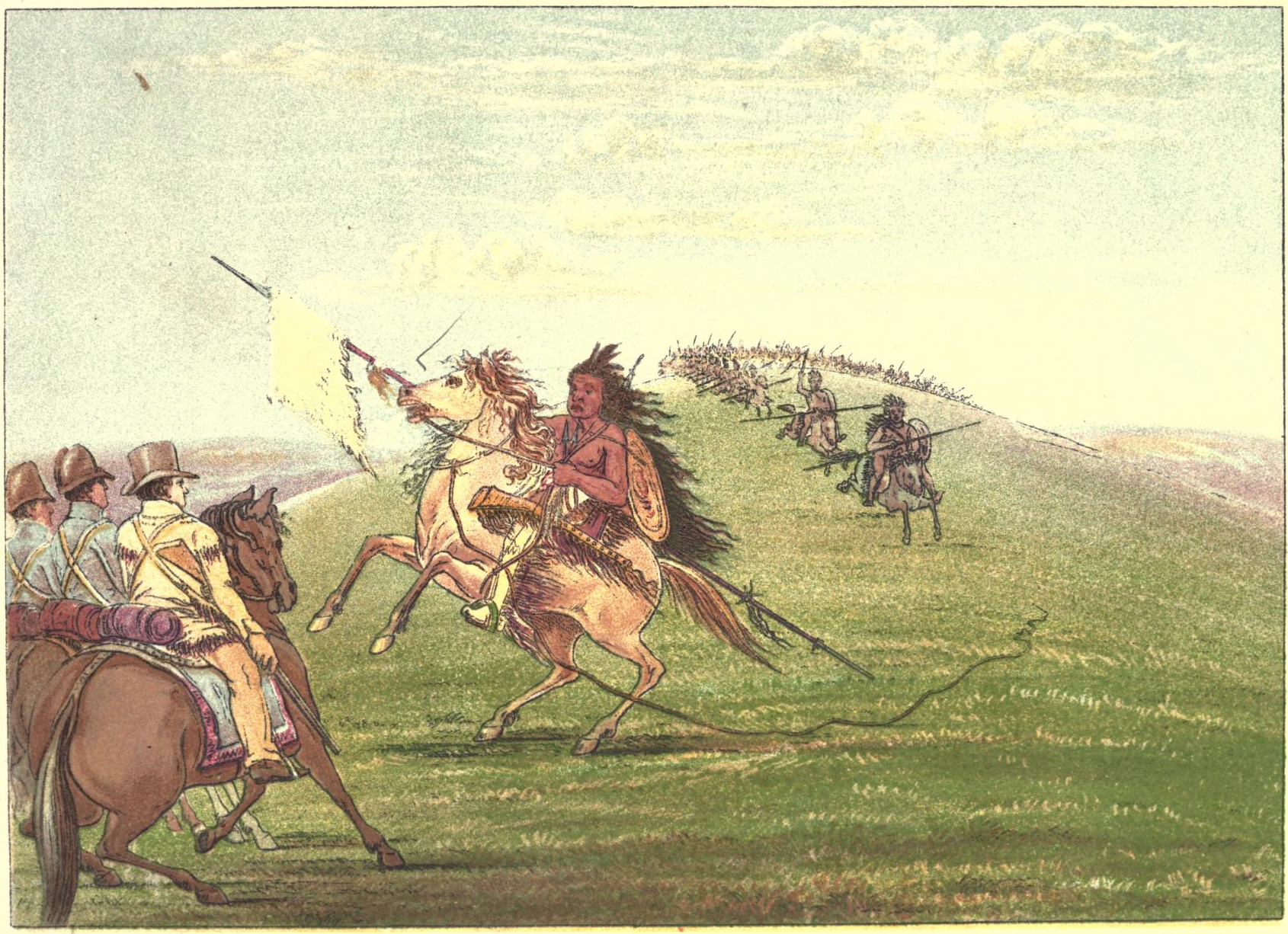
Överste Dodge möter en comanche.

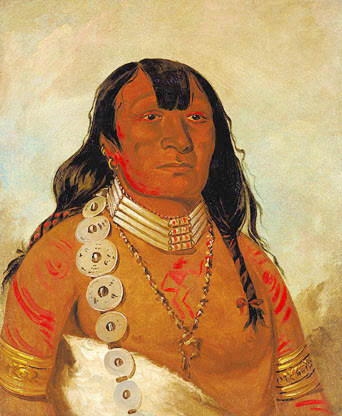
Dohason var en av de ledande indianer som expeditionen förhandlade med.

Dragonexpeditionen 1834 var en officiell upptäcktsresa genomförd av Förenta Staternas till de sydvästra delarna av den stora amerikanska prärien under sommaren 1834.

## Sammansättning
Expeditionen bestod huvudsakligen av den amerikanska arméns första och enda dragonregemente, vilket stod under befäl av överste Henry Dodge. Expeditionen stod dock under högsta befäl av general Henry Leavenworth, men när han dog under expeditionen övergick det övergripande ansvaret på överste Dodge. Med på expeditionen var också indianmålaren George Catlin och Daniel Boones yngste son Nathan vilken var kapten vid dragonerna. Med på expeditionen var också kapten David Hunter och löjtnant Jefferson Davis, som bägge blev notoriska under det amerikanska inbördeskriget.

## Framryckning
Expeditionen lämnade Fort Gibson i Indianterritoriet den 20 juni 1834. Den svåra terrängen, sommarhettan och sjukdomar gjorde att den rörde sig mycket långsamt framåt. Omkring 150 av regementets 500 dragoner dog. Camp Leavenworth, ett tillfälligt läger slogs där general Leawenworth som var skadad under en buffeljakt kvarstannade och sedermera dog, tillsammans med de sjuka dragonerna. Resten av expeditionen fortsatte under överste Dodges befäl. Ett nytt tillfälligt läger som kallades Camp Comanche slogs senare, där ytterligare sjuka kvarlämnades. Catlin stannade även vid detta läger. Överste Dodge och resten av hans män fortsatte framåt.

## Möte med indianer
Den 21 juli 1834 mötte överste Dodge och de återstående dragonerna wichitaindianernas byar vid Devil's Canyon i nuvarande Oklahoma. Dodge utväxlade fångar, handlade och ingick fredsfördrag med flera av de prärieindianska folken. Expeditionen återvände till Fort Gibson den 15 augusti 1834